# Râul Cuț
Râul Cuț este un curs de apă, afluent al râului Tazlăul Sărat. 